# Chlorophorus shoreae
Chlorophorus shoreae är en skalbaggsart som beskrevs av Gardner 1941. Chlorophorus shoreae ingår i släktet Chlorophorus och familjen långhorningar.
Artens utbredningsområde är Nepal. Inga underarter finns listade i Catalogue of Life.